# Phytomyza nigrifemur
Phytomyza nigrifemur is een vliegensoort uit de familie van de mineervliegen (Agromyzidae). De wetenschappelijke naam van de soort is voor het eerst geldig gepubliceerd in 1934 door Hering.